# Délivré de Dieu : Itinéraire d'un évangéliste devenu militant de l'athéisme

Délivré de Dieu : Itinéraire d'un évangéliste devenu militant de l'athéisme est un livre écrit par Dan Barker en 2008, dans lequel il décrit sa déconversion, de prédicateur religieux à athée.
Ses livres sont divisés en quatre sections. La première section fournit l'histoire de la déconversion de Barker. Les sections deux et trois contiennent des arguments contre l'existence de Dieu. La section quatre décrit une partie de son travail avec la Freedom From Religion Foundation.

## Accueil
Jason Rosenhouse considère le livre comme donnant un « traitement incroyablement lucide et très lisible » des questions entourant les arguments cosmologiques. L'écrivain athée Betty Brogaard a écrit « son honnêteté sur la façon dont il s'est progressivement séparé de la superstition religieuse est non seulement rafraîchissante mais inspirante ».